# Società Sportiva Campobasso 1989-1990
Questa pagina raccoglie le informazioni riguardanti la Società Sportiva Campobasso  nelle competizioni ufficiali della stagione 1989-1990.

## Stagione
Il Campobasso che affronta il campionato di Serie C2 è in gravissima difficoltà economica: tutti i suoi giocatori di spicco vengono venduti e si cerca di costruire una squadra per quello che è possibile. Il ds lo fa Renato Zara mentre in panchina siederanno diversi allenatori: prima Mario Oriente allena ad interim aspettando Carlo Florimbi che salta dopo quattro partita. Faranno seguito Giancarlo Carloni e Beniamino Ciancian, alla fine rimarrà Oriente al capezzale. Alla terzultima giornata arriva la sentenza definitiva della retrocessione, del successivo ultimo posto in classifica, a cui fa seguito il fallimento societario.  
Una sola vittoria interna (a fronte delle tre esterne) un record negativo, e difesa più perforata del torneo.

## Rosa
| N. |                       | Ruolo | Calciatore             |
| -- | --------------------- | ----- | ---------------------- |
|    | Italia (bandiera)     | P     | Luciano Barboni        |
|    | Italia (bandiera)     | P     | Alberto Bellagamba     |
|    | Italia (bandiera)     | P     | Gianluca De Cristofaro |
|    | Italia (bandiera)     | P     | Montaspro              |
|    | San Marino (bandiera) | P     | Giulio Ricci           |
|    | Italia (bandiera)     | D     | Espedito Chionna       |
|    | Italia (bandiera)     | D     | Luciano Filippi        |
|    | Italia (bandiera)     | D     | Daniele Fortunato      |
|    | Italia (bandiera)     | D     | Fabio Igliozzi         |
|    | Italia (bandiera)     | D     | Daniele Lucci          |
|    | Italia (bandiera)     | D     | Marco Moretti          |
|    | Italia (bandiera)     | D     | Giovanni Palladino     |
|    | Italia (bandiera)     | D     | Fabio Petta            |
|    | Italia (bandiera)     | D     | Michele Plescia        |
|    | Italia (bandiera)     | D     | Alessandro Serra       |
|    | Italia (bandiera)     | D     | Fabrizio Zoppellaro    |
|    | Italia (bandiera)     | C     | Fernando Bianchini     |
|    | Italia (bandiera)     | C     | Francesco Cariola      |
|    | Italia (bandiera)     | C     | Antonio Carrino        |
|    | Italia (bandiera)     | C     | Marco Cericola         |

| N. |                   | Ruolo | Calciatore            |
| -- | ----------------- | ----- | --------------------- |
|    | Italia (bandiera) | C     | Lorenzo Donati        |
|    | Italia (bandiera) | C     | Fabio Fiocchi         |
|    | Italia (bandiera) | C     | Fabrizio Francescotti |
|    | Italia (bandiera) | C     | Fabio Gallo           |
|    | Italia (bandiera) | C     | Domenico Giugliano    |
|    | Italia (bandiera) | C     | Paolo Laganà          |
|    | Italia (bandiera) | C     | Pasquale Logarzo      |
|    | Italia (bandiera) | C     | Roberto Mucci         |
|    | Italia (bandiera) | C     | Marco Noviello        |
|    | Italia (bandiera) | C     | Nicolino Rosati       |
|    | Italia (bandiera) | C     | Giovanni Salvatori    |
|    | Italia (bandiera) | C     | Onelio Tavolieri      |
|    | Italia (bandiera) | A     | Davide Belletti       |
|    | Italia (bandiera) | A     | Domenico Citarelli    |
|    | Italia (bandiera) | A     | Roberto Di Camillo    |
|    | Italia (bandiera) | A     | Giorgio Fecarotta     |
|    | Italia (bandiera) | A     | Marco Matriciani      |
|    | Italia (bandiera) | A     | Massimiliano Santoro  |
|    | Italia (bandiera) |       | Molinari              |

## Calciomercato

### Sessione estiva
| Acquisti | Acquisti             | Acquisti            | Acquisti   |
| R.       | Nome                 | da                  | Modalità   |
| -------- | -------------------- | ------------------- | ---------- |
| P        | Luciano Barboni      | Barletta            | definitivo |
| D        | Luciano Filippi      | Fano                | definitivo |
| D        | Daniele Fortunato    | Virescit Boccaleone | definitivo |
| D        | Giovanni Palladino   | Acri                | definitivo |
| D        | Fabrizio Zoppelaro   | Virescit Boccaleone | definitivo |
| C        | Fernando Bianchini   | Pro Vercelli        | definitivo |
| C        | Fabio Gallo          | Brindisi            | definitivo |
| C        | Pasquale Logarzo     | Alessandria         | definitivo |
| C        | Nicolino Rosati      | Fano                | definitivo |
| A        | Davide Beletti       | Sarzanese           | definitivo |
| A        | Giovanni Salvatori   | Casarano            | definitivo |
| A        | Massimiliano Santoro | Casarano            | definitivo |

| Cessioni | Cessioni              | Cessioni         | Cessioni   |
| R.       | Nome                  | a                | Modalità   |
| -------- | --------------------- | ---------------- | ---------- |
| P        | Alberto Bellagamba    |                  | svincolato |
| P        | Vincenzo Nunziata     | Casarano         | definitivo |
| D        | Elio Migliaccio       | Vigor Lamezia    | definitivo |
| D        | Massimiliano Rosa     | Venezia          | definitivo |
| D        | Ugo Sarracino         | Catanzaro        | definitivo |
| D        | Alessandro Serra      | Castel di Sangro | definitivo |
| D        | Luca Sommella         | Parma            | definitivo |
| C        | Antonio Bianchi       | Rovigo           | definitivo |
| C        | Giancarlo Cavaliere   | Ascoli           | definitivo |
| C        | Domenico Moro         | Pistoiese        | definitivo |
| C        | Roberto Mucci         | Forlì            | definitivo |
| C        | Claudio Scotti        | Vigor Lamezia    | definitivo |
| A        | Battaglia             |                  | svincolato |
| A        | Francesco Caruso      | Baracca Lugo     | definitivo |
| A        | Simone Fantozzi       | Palmese          | definitivo |
| A        | Roberto Mandressi     | Monopoli         | svincolato |
| A        | Orazio Liberato Mitri | Castel di Sangro | definitivo |
| A        | Franco Paolazzi       | Latina           | definitivo |
| A        | Sandro Pellegrini     | Casale           | definitivo |
|          | Brunello              |                  | svincolato |
|          | Calcagni              |                  | svincolato |
|          | Gasparoni             |                  | svincolato |
|          | Serafini              |                  | svincolato |

### Sessione autunnale
| Acquisti | Acquisti           | Acquisti         | Acquisti   |
| R.       | Nome               | da               | Modalità   |
| -------- | ------------------ | ---------------- | ---------- |
| P        | Giulio Ricci       | Santarcangelo    | definitivo |
| D        | Espedito Chionna   | Catanzaro        | definitivo |
| D        | Daniele Lucci      | Lodigiani        | definitivo |
| C        | Antonio Carrino    |                  | definitivo |
| C        | Paolo Laganà       | Ravenna          | definitivo |
| A        | Domenico Citarelli | Castel di Sangro | definitivo |
| A        | Giorgio Fecarotta  | Trapani          | definitivo |

| Cessioni | Cessioni           | Cessioni  | Cessioni   |
| R.       | Nome               | a         | Modalità   |
| -------- | ------------------ | --------- | ---------- |
| D        | Luciano Filippi    | Ravenna   | definitivo |
| C        | Fernando Bianchini | Lodigiani | definitivo |
| C        | Francesco Cariola  | Latina    | definitivo |
| C        | Pasquale Logarzo   | Licata    | definitivo |
| C        | Marco Noviello     | Latina    | definitivo |

## Risultati

### Serie C2

#### Girone di andata
| Arbitro: | Zuccolini (Reggio Emilia) |

|                      |           |  |
| Rubiconti 79’ (rig.) | Marcatori |  |

| Arbitro: | Grimaldi (Catania) |

|                    |           |             |
| Tentoni 35’ (aut.) | Marcatori | 54’ Iachini |

| Arbitro: | Cavanna (Roma) |

|            |           |  |
| Zoppis 56’ | Marcatori |  |

| Campobasso 8 ottobre 1989 4ª giornata | Campobasso         | 0 – 0 referto | Jesi | Stadio Nuovo Romagnoli\| Arbitro: \| Morgillo (Potenza) \| |
| Arbitro:                              | Morgillo (Potenza) |               |      |                                                            |

| Arbitro: | Nepi (Ascoli Piceno) |

|              |           |  |
| Michelini 2’ | Marcatori |  |

| Campobasso 22 ottobre 1989 6ª giornata | Campobasso      | 0 – 0 referto | Forlì | Stadio Nuovo Romagnoli\| Arbitro: \| Vasquez (Lecce) \| |
| Arbitro:                               | Vasquez (Lecce) |               |       |                                                         |

| Arbitro: | Cavanna (Roma) |

|                                                             |           |  |
| Bramini 3’ Lattuca 5’ Codice 32’ Gazzani 47’ Pernarella 56’ | Marcatori |  |

| Arbitro: | Capraro (Cassino) |

|              |           |                           |
| Pistillo 80’ | Marcatori | 41’ Belletti 59’ Cericola |

| Arbitro: | Baldas (Trieste) |

|                  |           |  |
| Belletti 9’, 48’ | Marcatori |  |

| Arbitro: | Siboni (Milano) |

|           |           |  |
| Romei 34’ | Marcatori |  |

| Campobasso 26 novembre 1989 11ª giornata | Campobasso          | 0 – 0 referto | Vis Pesaro | Stadio Nuovo Romagnoli\| Arbitro: \| Franceschini (Bari) \| |
| Arbitro:                                 | Franceschini (Bari) |               |            |                                                             |

| Arbitro: | Rodinò (Milano) |

|                                    |           |  |
| Sansonetti 27’ (rig.) Pierobon 54’ | Marcatori |  |

| Arbitro: | Mantovani (Genova) |

|              |           |                                   |
| Belletti 14’ | Marcatori | 19’ Carta 38’ Mainardi 58’ Parisi |

| Arbitro: | Ferro (Verona) |

|  |           |                            |
|  | Marcatori | 25’ De Amicis 42’ Baglieri |

| Arbitro: | Cavanna (Roma) |

|               |           |            |
| Anastasio 31’ | Marcatori | 11’ Rosati |

| Arbitro: | Iannello (Pavia) |

|               |           |                                  |
| Fecarotta 56’ | Marcatori | 16’, 63’ Ferretti 43’ Bertarelli |

| Trani 14 gennaio 1990 17ª giornata | Trani           | 0 – 0 referto | Campobasso | Stadio Comunale\| Arbitro: \| Forte (Marsala) \| |
| Arbitro:                           | Forte (Marsala) |               |            |                                                  |

#### Girone di ritorno
| Arbitro: | Babini (Modena) |

|               |           |                             |
| Citarelli 40’ | Marcatori | 61’ De Amicis 79’ Rubiconti |

| Arbitro: | Moro (San Donà di Piave) |

|  |           |                                |
|  | Marcatori | 33’ (aut.) Dozzi 44’ Citarelli |

| Campobasso 11 febbraio 1990 20ª giornata | Campobasso        | 0 – 0 referto | Gubbio | Stadio Nuovo Romagnoli\| Arbitro: \| Mughetti (Cesena) \| |
| Arbitro:                                 | Mughetti (Cesena) |               |        |                                                           |

| Arbitro: | Bizzotto (Castelfranco Veneto) |

|           |           |  |
| Galli 84’ | Marcatori |  |

| Arbitro: | Pala (Alghero) |

|               |           |                |
| Citarelli 47’ | Marcatori | 45’ Cancellier |

| Arbitro: | Di Renzo (Roma) |

|                |           |  |
| Boninsegna 52’ | Marcatori |  |

| Arbitro: | Braschi (Prato) |

|  |           |                                        |
|  | Marcatori | 47’ Codice 72’ Dal Moro 83’ Pernarella |

| Campobasso 25 marzo 1990 25ª giornata | Campobasso                | 0 – 0 referto | Bisceglie | Stadio Nuovo Romagnoli\| Arbitro: \| Misticoni (Ascoli Piceno) \| |
| Arbitro:                              | Misticoni (Ascoli Piceno) |               |           |                                                                   |

| Arbitro: | Di Pilato (Bergamo) |

|                          |           |  |
| Piccioni 34’ Faraone 85’ | Marcatori |  |

| Arbitro: | Lana (Torino) |

|                   |           |                      |
| Rosati 58’ (rig.) | Marcatori | 53’ (rig.) D'Isidoro |

| Arbitro: | Disarò (Conselve) |

|  |           |            |
|  | Marcatori | 80’ Laganà |

| Arbitro: | Minotti (Frosinone) |

|                                   |           |                            |
| Pierobon 18’ (aut.) Fecarotta 43’ | Marcatori | 4’ Lucchetta 16’ Di Matteo |

| Arbitro: | Schellino (Biella) |

|                   |           |  |
| Rosati 25’ (aut.) | Marcatori |  |

| Arbitro: | Montesano (Napoli) |

|              |           |  |
| Pagliari 43’ | Marcatori |  |

| Arbitro: | Pacifini (Roma) |

|  |           |                          |
|  | Marcatori | 20’ Teodorani 51’ Caruso |

| Arbitro: | Mangerini (Brescia) |

|                         |           |                               |
| Sotgia 18’ Ferretti 58’ | Marcatori | 49’ Santoro 87’ (rig.) Rosati |

| Arbitro: | Curotti (Piacenza) |

|             |           |                                            |
| Santoro 85’ | Marcatori | 37’ Damato 87’ Recchia 90’ (rig.) D'Angelo |

### Coppa Italia Serie C

#### Fase a gironi
| Nola 20 agosto 1989 1ª giornata | Nola            | 0 – 0 | Campobasso | Stadio Comunale Piazza d'Armi\| Arbitro: \| Di Renzo (Roma) \| |
| Arbitro:                        | Di Renzo (Roma) |       |            |                                                                |

| Arbitro: | Franceschini (Bari) |

|           |           |                         |
| Serra 32’ | Marcatori | 38’ Armanetti 63’ Mitri |

| Ischia 27 agosto 1989 3ª giornata | Ischia Isolaverde | 0 – 2 (tav.) | Campobasso | Stadio Enzo Mazzella\| Arbitro: \| Forte (Marsala) \| |
| Arbitro:                          | Forte (Marsala)   |              |            |                                                       |

| 30 agosto 1989 4ª giornata |  | – Il Campobasso riposa |  |  |

| Campobasso 3 settembre 1989 5ª giornata | Campobasso       | 0 – 0 | Campania Puteolana | Stadio Nuovo Romagnoli\| Arbitro: \| Tombolini (Roma) \| |
| Arbitro:                                | Tombolini (Roma) |       |                    |                                                          |

| Arbitro: | De Angelis (Civitavecchia) |

|                           |           |  |
| Fida 50’, 67’ (rig.), 84’ | Marcatori |  |

| Arbitro: | Conocchiari (Macerata) |

|  |           |            |
|  | Marcatori | 85’ Romiti |

## Statistiche

### Statistiche di squadra
| Competizione         | Punti | In casa | In casa | In casa | In casa | In casa | In casa | In trasferta | In trasferta | In trasferta | In trasferta | In trasferta | In trasferta | Totale | Totale | Totale | Totale | Totale | Totale | DR  |
| Competizione         | Punti | G       | V       | N       | P       | Gf      | Gs      | G            | V            | N            | P            | Gf           | Gs           | G      | V      | N      | P      | Gf     | Gs     | DR  |
| -------------------- | ----- | ------- | ------- | ------- | ------- | ------- | ------- | ------------ | ------------ | ------------ | ------------ | ------------ | ------------ | ------ | ------ | ------ | ------ | ------ | ------ | --- |
| Serie C2             | 20    | 17      | 1       | 9       | 7       | 11      | 23      | 17           | 3            | 3            | 11           | 8            | 21           | 34     | 4      | 12     | 18     | 19     | 44     | -25 |
| Coppa Italia Serie C | 4     | 3       | 0       | 2       | 1       | 1       | 3       | 3            | 1            | 0            | 2            | 2            | 3            | 6      | 1      | 2      | 3      | 3      | 5      | -2  |
| Totale               | -     | 20      | 1       | 11      | 8       | 12      | 26      | 20           | 4            | 3            | 13           | 10           | 24           | 40     | 5      | 14     | 21     | 22     | 49     | -27 |

### Statistiche dei giocatori
| Giocatore        | Serie C2 | Serie C2 | Coppa Italia Serie C | Coppa Italia Serie C | Totale   | Totale |
| Giocatore        | Presenze | Reti     | Presenze             | Reti                 | Presenze | Reti   |
| ---------------- | -------- | -------- | -------------------- | -------------------- | -------- | ------ |
| L. Barboni       | 22       | -27      | 0                    | 0                    | 22       | -27    |
| A. Bellagamba    | -        | -        | 2                    | -2                   | 2        | -2     |
| D. Belletti      | 31       | 4        | 3                    | 0                    | 34       | 4      |
| F. Bianchini     | 5        | 0        | 3                    | 0                    | 8        | 0      |
| F. Cariola       | 2        | 0        | 4                    | 0                    | 6        | 0      |
| A. Carrino       | 4        | 0        | 0                    | 0                    | 4        | 0      |
| M. Cericola      | 22       | 1        | 3                    | 0                    | 25       | 1      |
| E. Chionna       | 19       | 0        | -                    | -                    | 19       | 0      |
| D. Citarelli     | 16       | 3        | -                    | -                    | 16       | 3      |
| G. De Cristofaro | 1        | -2       | 0                    | 0                    | 1        | -2     |
| R. Di Camillo    | 5        | 0        | 3                    | 0                    | 8        | 0      |
| L. Donati        | 14       | 0        | 1                    | 0                    | 15       | 0      |
| G. Fecarotta     | 22       | 2        | -                    | -                    | 22       | 2      |
| L. Filippi       | 5        | 0        | 0                    | 0                    | 5        | 0      |
| F. Fiocchi       | 2        | 0        | 0                    | 0                    | 2        | 0      |
| D. Fortunato     | 18       | 0        | 0                    | 0                    | 18       | 0      |
| F. Francescotti  | 3        | 0        | 0                    | 0                    | 3        | 0      |
| F. Gallo         | 17       | 0        | 2                    | 0                    | 19       | 0      |
| F. Igliozzi      | 7        | 0        | 1                    | 0                    | 8        | 0      |
| P. Laganà        | 24       | 1        | -                    | -                    | 24       | 1      |
| P. Logarzo       | 4        | 0        | 0                    | 0                    | 4        | 0      |
| D. Lucci         | 21       | 0        | -                    | -                    | 21       | 0      |
| M. Matrigiani    | 1        | 0        | 0                    | 0                    | 1        | 0      |
| Molinari         | 0        | 0        | 1                    | 0                    | 1        | 0      |
| Montaspro        | 0        | 0        | 3                    | -4                   | 3        | -4     |
| M. Moretti       | 30       | 0        | 5                    | 0                    | 35       | 0      |
| R. Mucci         | 0        | 0        | 1                    | 0                    | 1        | 0      |
| M. Noviello      | 2        | 0        | 5                    | 0                    | 7        | 0      |
| G. Palladino     | 16       | 0        | 1                    | 0                    | 17       | 0      |
| F. Petta         | 2        | 0        | 0                    | 0                    | 2        | 0      |
| M. Plescia       | 6        | 0        | 0                    | 0                    | 6        | 0      |
| G. Ricci         | 13       | -15      | -                    | -                    | 13       | -15    |
| N. Rosati        | 31       | 3        | 5                    | 0                    | 36       | 3      |
| G. Salvatori     | 14       | 0        | 5                    | 0                    | 19       | 0      |
| M. Santoro       | 20       | 2        | 0                    | 0                    | 20       | 2      |
| A. Serra         | -        | -        | 5                    | 1                    | 5        | 1      |
| O. Tavolieri     | 15       | 0        | 5                    | 0                    | 20       | 0      |
| F. Zoppelaro     | 17       | 0        | 0                    | 0                    | 17       | 0      |